# Johannes Stobaeus

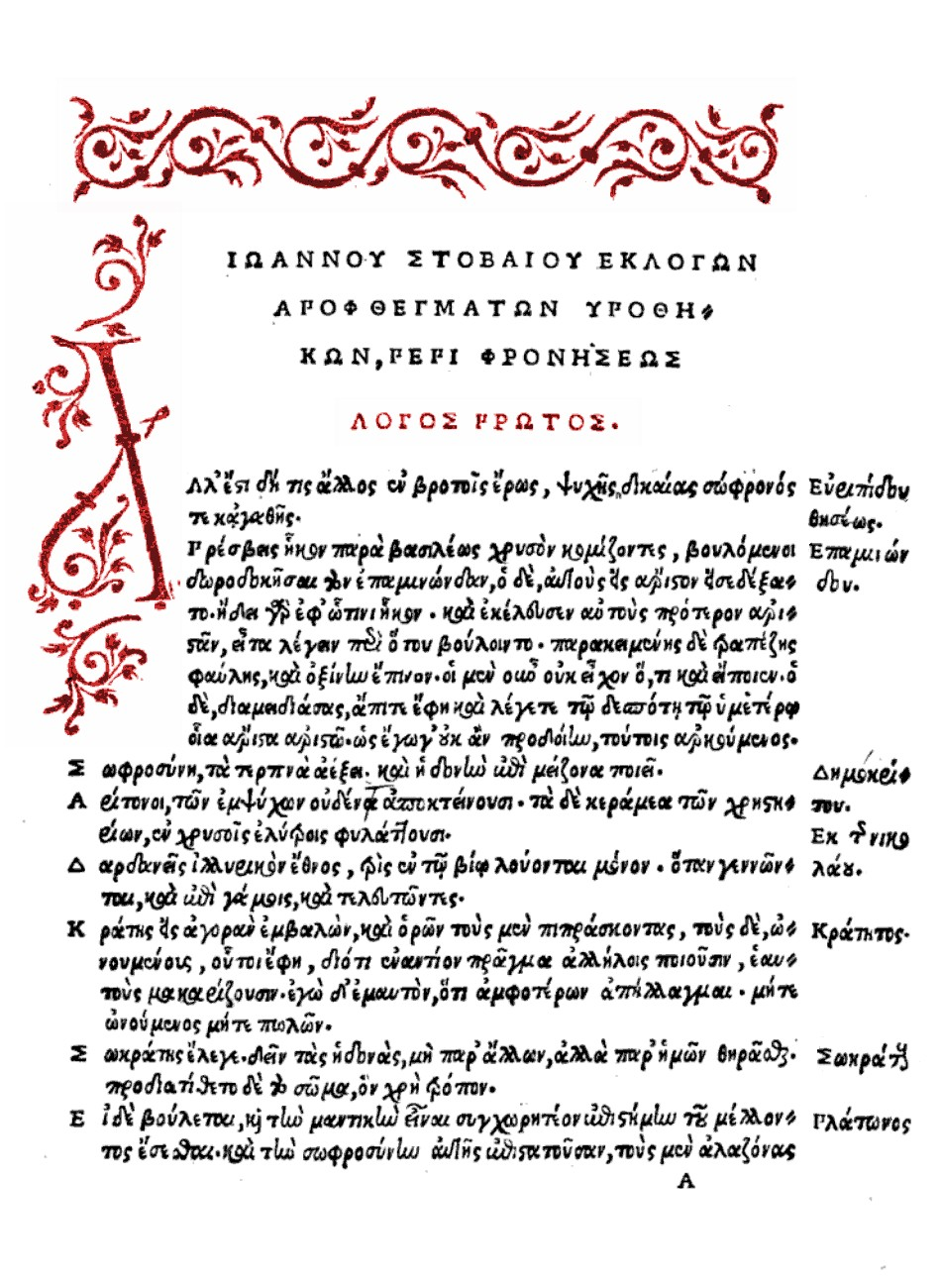
Första sidan av en utgåva från 1536 av Stobaeus skrifter.

Johannes Stobaeus, eller Johannes av Stobi, från Stobi i Makedonien, levde förmodligen runt år 500, men mycket mer än så vet man inte om hans liv. Han är känd för att ha sammanställt en antologi i fyra böcker, innehållande allt från filosofi till etik, för sonen Septimus undervisning. Delar av denna antologi finns bevarad i till exempel Photios Bibliotheca. Vissa fragment av Euripides samt ett stort antal hermetiska texter har bevarats tack vare Stobaeus.